# Barockens litteratur
Barockens litteratur betecknar litteraturen under en epok i västerlandets litteraturhistoria. Tidsramarna för epoken varierar bland olika forskare, med början ibland satt vid 1500-talets högrenässans, ibland 1600, och dess slut under 1700-talets upplysningstid, oftast 1720. Barocken föregås av renässans, är aktuell sida vid sida och ibland i samklang med klassicism, och mynnar ut i upplysningstidens litteratur.
Kortfattat kännetecknas barockens litteratur av en strävan efter ståtlighet, avancerad begreppsanalys och uppvärdering av språkets egenvärde. Ser man till olika stilmedel intresserar sig barocken för överdrift och hopning, paradoxer och antiteser. Även invecklade metaforer, ordlekar och ljudsymbolik är viktiga stilmedel.
Europeiska författare som hade typiska barockdrag är Pedro Calderón de la Barca, Giambattista Marini, Joost van den Vondel, Luís de Góngora y Argote, Thomas Browne, John Milton, John Donne, Tirso de Molina, Andreas Gryphius, Angelus Silesius, Baltasar Gracián y Morales, Emanuele Tesauro, Ben Jonson, Johann Arndt, Blaise Pascal, Jean Racine, Christian Hoffmann von Hoffmannswaldau och William Shakespeare, i Skandinavien kan Georg Stiernhielm (Sverige), Haquin Spegel (Danmark/Sverige), Lasse Lucidor (Sverige), Petter Dass (Norge) och Dorothe Engelbretsdatter (Norge) nämnas.

## Manierism kontra barock
I ljuset av hur man tidigare behandlat begreppet, talar vissa forskare hellre om manierism, och inom poesin "marinism" än om barock, även om det gemensamma ligger i tidens litterära intresse för det ovanliga och uppseendeväckande, där form blir viktigare än innehåll. En skiljelinje mellan manierism och barock finns emellertid i att manieristerna behandlade en andlig osäkerhet, en religiös kris, där barockdiktare oftast hade en nyreligiös kristen garantikänsla. Ofta kan man dock se manierismen som ett tidigare skede av barocken, det man förr kallade senrenässans och som sågs som en urartad form av renässans - ett synsätt man i dag anser vara förlegat.

## Europa

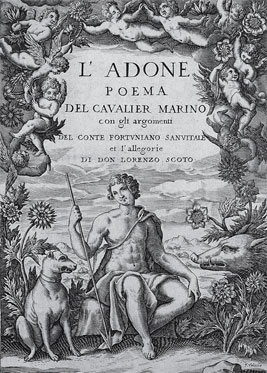
Omslaget till originalutgåvan av Giambattista Marinis verk Adone.

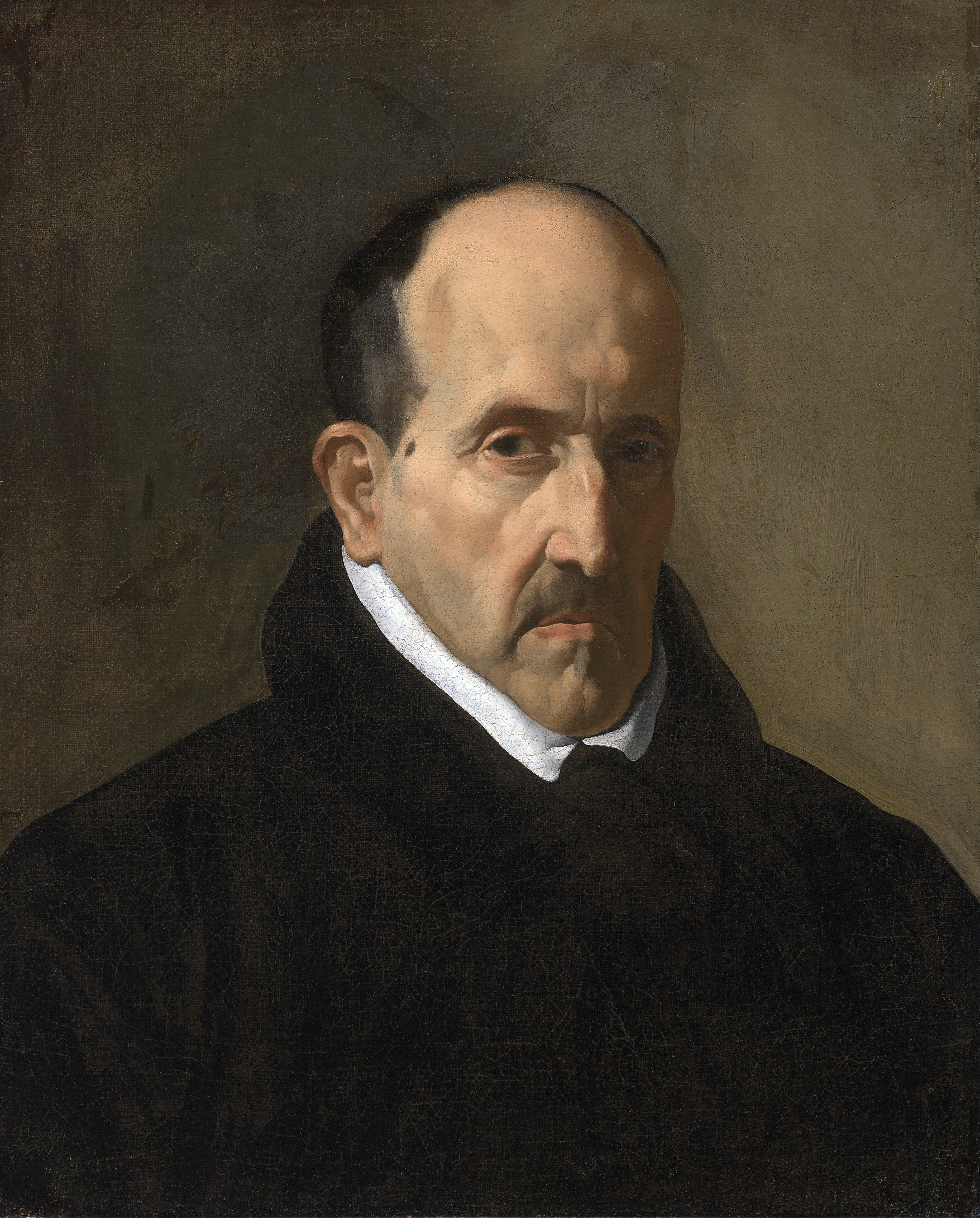
Luís de Góngora y Argote räknas som en av Spaniens främsta barockdiktare.

Vid slutet av 1500-talet inleddes en långvarig kris i Europa, inte minst för södra Europa. Handeln försvagades på grund av pest och krig och fattigdomen bredde ut sig. Reformationen innebar motreformation från katolska kyrkan och religiösa spänningar blev påtagliga runt om i Europa; i Frankrike mellan kalvinister och katoliker med start 1562, Holland gör uppror mot Spanien 1565, Trettioåriga kriget utbryter 1618. Parallellt med ekonomiska och sociala omvälvningar skedde naturvetenskapliga framsteg och geografiska upptäckter vilket innebar en intellektuell kris och tvivel på tidigare "fakta" om Gud, skapelsen och moral. Inte minst de ekonomiska omvälvningarna får följder för författarnas möjligheter att försörja sig, och motiven under barocken präglas till stor del av döden och förgängelsen, men också relativism och skepticism, vilket kan ses hos exempelvis i Montaignes essäer. Till skillnad från renässansens utåtagerande och engagerade författare vände sig barockens diktare inåt - många blev stoiker. De flesta klamrade sig dock kvar i kristendomen och försökte revitalisera den. Typiska teman i litteraturen är människans bortvändhet från Gud.
Teoretiskt hade renässansens litteratur vägletts av retorikens principer, uttrycket var viktigast, men under barocken började man istället tala om att litteraturens uppgift var att röra; känsla före intellekt. Barocka verk arbetar med att röra, både genom att chockera, men även genom att försöka väcka häpnad, vilket man försökte göra genom att införa nya oväntade uttryck. Sinnrikhet prisades, och delades upp i tre nivåer: 1. ljudmålning, 2. retoriska figurer, och den högsta formen: 3. oväntade metaforer. Metaforik prisades alltså högst och Emanuele Tesauro menade till och med att Gud använde oväntade metaforer (concetti) som sitt uttrycksmedel. Genom att skapa concetti kunde diktaren förvandlas till skapare. Förromantikens genidyrkan ekar i bakgrunden, och genier, den skapande förmågan, kunde frigöra sig från traditionen och regler för skapandet. En del av detta har forskare menat föregriper den modernistiska poetiken, inte minst strävan efter att ständigt väcka häpnad och skapa "nytt". Även en mängd "ismer", litteraturhistoriens första, föds under barocken: euphuismen, cultismen, conceptismen etc.

## Sverige
Vid 1600-talets början hade Sverige starka litterära band till Tyskland. Trots detta lästes italiensk barocklitteratur, vilken kom att efterliknas även i Sverige. Både Stiernhielm och Lucidor skrev exempelvis dikter på italienska. Under drottning Kristinas regeringstid kom Frankrike att bli den dominerande inspirationskällan för litteratur i Sverige och ledde den därmed i klassicistisk riktning. Vid sidan av denna fick Sverige en litterär barock, som även kallas manierism. Här kan författare som Gunno Dahlstierna och Johan Runius nämnas.